# メイカワヤン駅
メイカワヤン駅 (タガログ語: estasyong Meycauayan)はブラカン州メイカワヤンにあるフィリピン国鉄北方本線の鉄道駅。マニラ-メイカワヤン間の北方本線の運用が1997年に終了して以来運用が停止している。

## 歴史
スペイン統治時代のマニラ-ダグパン鉄道によって建設され、1891年3月24日に開業した。メイカワヤン駅の駅コードはMYであった。
1990年5月10日にはメイカワヤンへのMetrotren(首都圏列車)サービスが始まった。その後の1991年のピナトゥボ山の噴火以降北方本線の運用区間は減り、1997年の操業停止まで終着駅となっていた。
首都圏列車の一部の業務ではカルモナ駅、カランバ駅、カレッジ駅まで列車が運行されていた。首都圏列車の運用当時はサンタ・メサ、パコ、サン・ペドロなどの駅にある駅名を示した緑色の標識と同等のものが取り付けられた。2004年には現存していたが、一時期居住していた不法居住者の排除後も現存するかどうかは不明である。
メイカワヤン駅の駅舎建物は老朽化が進んでいるもののスペイン統治時代から今まで元々の姿で現存している唯一の建物であり、2階部分も現存している。
現在進められている南北通勤鉄道の計画の中でもメイカワヤンに駅が建設される予定であり、古い駅舎も維持、修復される予定とされている。

## 註釈
1. ↑  “Old Bulacan PNR Stations Will Stay Intact, DOTr Confirms”. Yahoo!news. 2010年6月19日閲覧。